# Krokodyl błotny

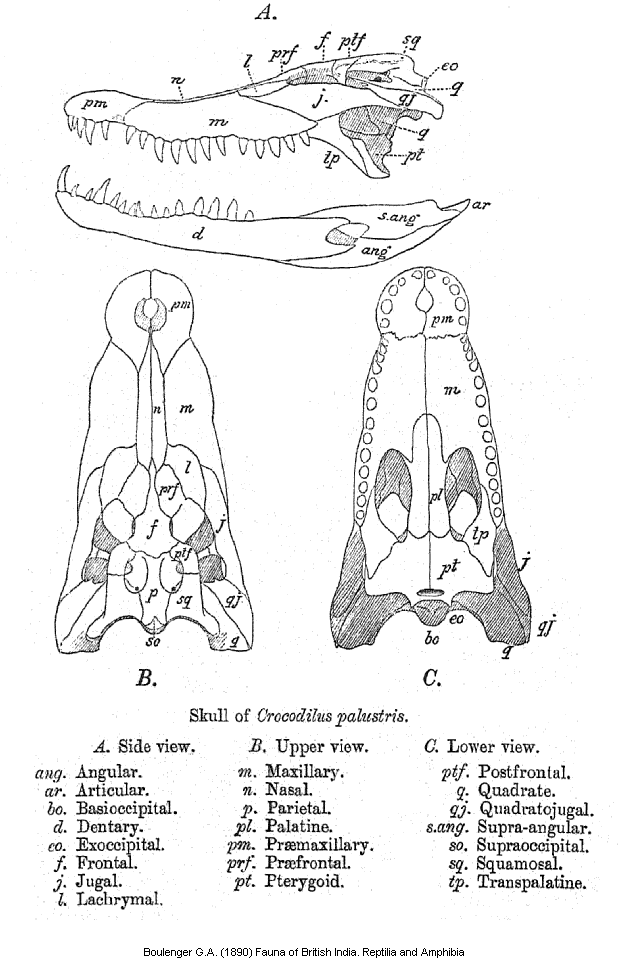
Czaszka

Krokodyl błotny (Crocodylus palustris) – gatunek gada z rodziny krokodylowatych (krokodyle właściwe). 
OpisPodobny do krokodyla nilowego, jednakże tarcze grzbietowe ma ułożone nieregularnie, głowę krótszą i szerszą, która przypomina głowę aligatora (1,5 raza dłuższa od szerokości). Jednak wielki i widoczny czwarty ząb wskazuje, że jest krokodylem. Głowa stosunkowo płaska z wysoko umieszczonymi oczami, otworami usznymi i nozdrzami, dzięki czemu krokodyl błotny może zanurzyć całe ciało pod wodę pozostawiając narządy zmysłów na powierzchni. Oko ma ochronną trzecią powiekę, której używa podczas nurkowania. Tylne kończyny z błonami pływnymi nie służą do pływania, rolę tę pełni ogon. Grzbiet zielonooliwkowy w różnych odcieniach.
RozmiaryDługość do 4–5 m.
BiotopSłodkie płytkie wody: głównie tereny bagniste oraz rzeki i jeziora.
PokarmRyby, żaby, żółwie, skorupiaki, ptaki, ssaki.
ZachowanieJeśli od razu nie zje zdobyczy, to zagrzebuje i powraca do niej później. W czasie suszy zagrzebuje się w mule na dnie wysychających zbiorników i zapada w stan odrętwienia do czasu nadejścia pory deszczowej. Samce wyznaczają sobie terytoria i bronią ich.
WystępowanieIndie od Indusu do Brahmaputry: Iran, Pakistan, Indie, Nepal, Bangladesz i Sri Lanka.